# Категории железнодорожных вокзалов (Польша)
Категории железнодорожных вокзалов (пол. Kategorie dworców kolejowych) — классификация вокзалов в Польше, принятые в 2005 году отделом «PKP S.A. Oddział Dworce Kolejowe» компании Польские государственные железные дороги. Классификация включает 73 крупнейших железнодорожных вокзалов Польши, которые подразделяются по их значимости на категории A, B, C и D.

## Классификация
Первоначально железнодорожные вокзалы Польши подразделялись на категории в соответствии со следующими признаками:
- Тип принимающих поездов (междугородние, региональные);
- Тип движения:
  - пассажирская станция;
    - пассажирское;
    - скорое;

  - товарные перевозки;
- Степень соединения с другими направлениями.

1 мая 2005 года отдел «PKP S.A. Oddział Dworce Kolejowe» разделил 73 крупнейших вокзалов Польши по их значимости на следующие категории:
- Категория A — ежегодный пассажиропоток свыше 2 миллионов человек;
- Категория B — ежегодный пассажиропоток от 1 до 2 миллионов человек;
- Категория C — ежегодный пассажиропоток в диапазоне от 300 тысяч до 1 миллиона человек;
- Категория D — ежегодный пассажиропоток менее 300 тысяч человек.

## Список
По состоянию на 9 января 2006 года в систему входили 73 различных железнодорожных вокзалов.
| Категория A | Категория B | Категория C | Категория D                           |
| --- | --- | --- | ------------------------------------- |
| 1. Катовице 2. Гливице 3. Ополе-Главный 4. Ченстохова 5. Краков-Главный 6. Познань-Главный 7. Гданьск-Главный 8. Гдыня-Главная 9. Тчев 10. Щецин-Главный 11. Старгард-Щециньски 12. Быдгощ-Главный 13. Варшава-Центральная 14. Варшава-Средместье 15. Вроцлав-Главный | 1. Заверце 2. Бельско-Бяла-Главная 3. Тарнув 4. Жешув-Главный 5. Люблин 6. Кельце 7. Лодзь-Калиская 8. Лодзь-Фабричная 9. Скерневице 10. Ольштын-Главный 11. Лешно 12. Торунь-Главный 13. Иновроцлав 14. Белосток 15. Слупск 16. Варшава-Охота 17. Варшава-Виленьска 18. Гродзиск-Мазовецкий 19. Миньск-Мазовецкий 20. Тлущ 21. Радом | 1. Тарновске-Гуры 2. Мышкув 3. Люблинец 4. Живец 5. Чеховице-Дзедзице 6. Тыхы 7. Рыбник 8. Освенцим 9. Тшебиня 10. Пшемысль-Главный 11. Пётркув-Трыбунальский 12. Кутно 13. Лович-Главный 14. Эльблонг 15. Илава-Главная 16. Острув-Велькопольский 17. Зелёна-Гура 18. Пила-Главная 19. Гожув-Велькопольский 20. Гданьск-Вжещ 21. Сопот 22. Мальборк 23. Бялогард 24. Кошалин 25. Колобжег 26. Влоцлавек 27. Еленя-Гура 28. Варшава-Западная 29. Варшава-Восточная 30. Варшава-Гданьская 31. Отвоцк 32. Седльце 33. Кендзежин-Козле 34. Оборники-Слёнске 35. Жмигруд | 1. Варшава-Стадион 2. Варшава-Повисле |